# سفارش
سفارش (به انگلیسی: Order) در بازرگانی یک قصد ابراز شده به منظور شرکت در یک معامله تجاری است که می‌تواند گفتاری یا نوشتاری باشد. سفارش از طرف خریدار به معنای قصد خرید است و به آن سفارش خرید می‌گویند و از سوی فروشنده به معنای قصد فروش کالا یا خدمات است و به سفارش فروش معروف است.
در بسیاری از سازمان‌ها، سفارش‌ها برای جمع‌آوری و گزارش هزینه‌ها و درآمدها استفاده می‌شوند. مسئله اصلی در سفارش‌های تجاری این است که باید توافق (پیشنهاد و پذیرش) وجود داشته باشد تا سفارش تبدیل به یک قرارداد شود.
کسب وکارهایی مثل فروشگاه‌ها، رستوران‌ها و پمپ بنزین‌ها با مشتریان خود تجارت می‌کنند و سفارش‌ها را به صورت شفاهی یا ضمنی در اقدام خریدار می‌پذیرند.
به عنوان مثال پر کردن سبد خرید از محصولات و رفتن به صندوق، قصد ضمنی خرید کالا است. درخواست مصرف یا عدم مصرف غذاها و نوشیدنی‌های مختلف در رستوران در رستوران، یک سفارش خرید شفاهی است. قرار دادن بنزین در باک خود در پمپ بنزین یک سفارش ضمنی است. فروشنده معمولاً برای این نوع خریدها انتظار پرداخت فوری پول نقد، چک یا کارت اعتباری را دارد. سپس رسید پرداخت را در اختیار خریدار قرار می‌دهد.